# Torreón
Torreón é uma cidade do estado de Coahuila, no México. Ganhou o estatuto de cidade em 15 de setembro de 1907.